# Caracas (Lou Donaldson)
Caracas è un album di Lou Donaldson, pubblicato dalla Milestone Records nel 1993. Il disco fu registrato il 12 e 13 luglio del 1993 al "Nola Studios" di New York City.

## Tracce
1. Hot Dog – 5:16 (Lou Donaldson)
2. Just a Dream (on My Mind) – 6:19 (Bill Broonzy)
3. Ornithology – 7:07 (Charlie Parker, Benny Harris)
4. I Don't Know Why (I Just Do) – 4:58 (Roy Turk, Fred Ahlert)
5. Night Train – 9:49 (Jimmy Forrest, Oscar Washington)
6. I Be Blue – 5:55 (Lonnie Smith)
7. Caracas – 7:32 (Lou Donaldson)
8. Lil' Darlin' – 7:16 (Neal Hefti)

## Musicisti
- Lou Donaldson - sassofono alto
- Dr. Lonnie Smith - organo
- Peter Bernstein - chitarra
- Kenny Washington - batteria
- Ralph Dorsey - conga (brani : 1 & 7)